# Benjamin Berkeley Hotchkiss
Benjamin Berkeley Hotchkiss, né le 1er octobre 1826 à Watertown, Connecticut et mort le 14 février 1885 à Paris, est un manufacturier d’armes américain puis constructeur automobile.

## Biographie

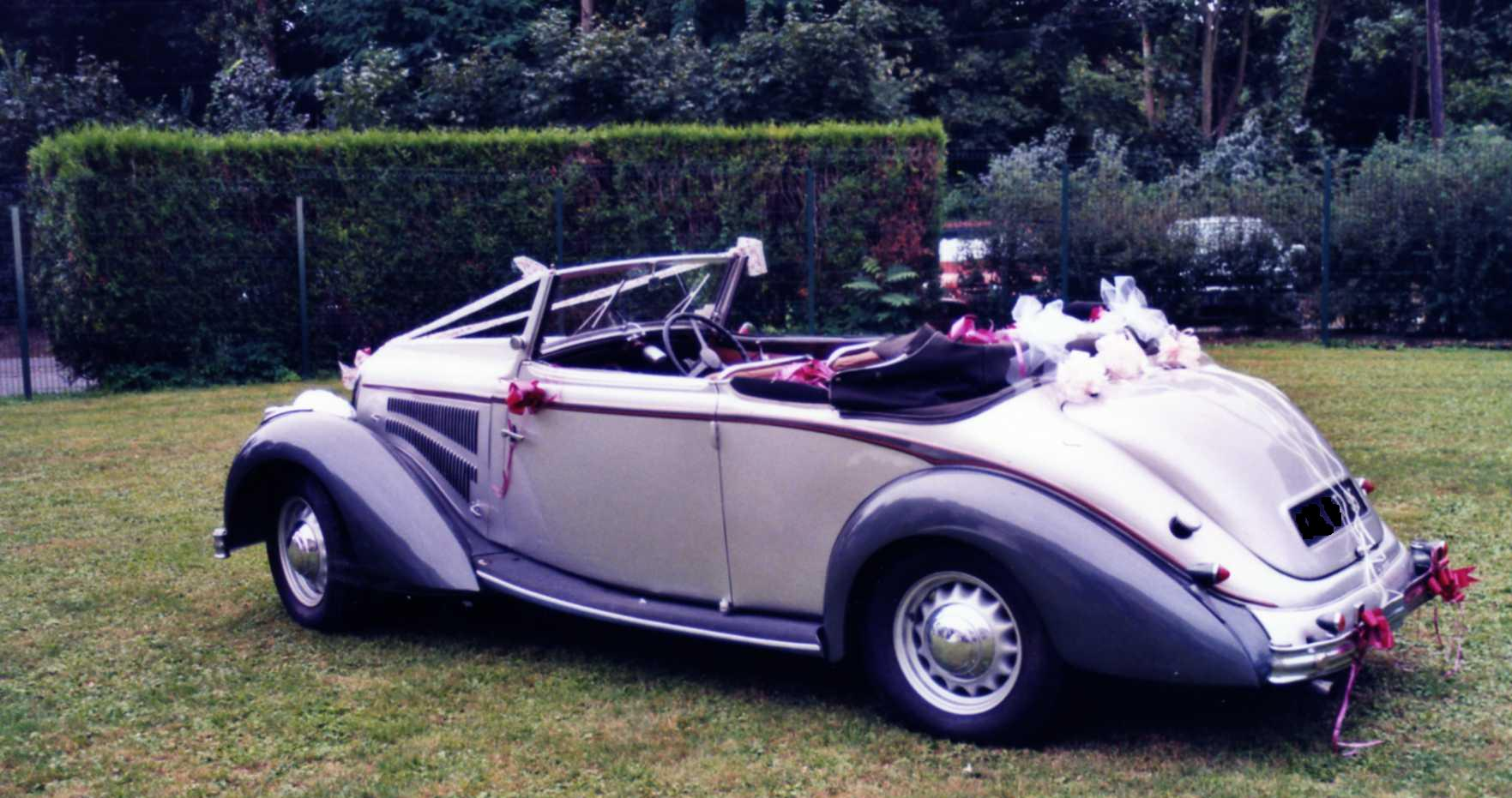
Hotchkiss Biarritz de 1937.

Très jeune, il s'engage comme mécanicien dans une Manufacture d'armes à feu et prend part à l'invention du revolver Colt. Il fonde en 1855 une entreprise de fabrication de canons, de fusils et de munitions qui deviendra célèbre lors de la guerre de Sécession. 
Arrivé en France en 1867, il propose au gouvernement français une mitrailleuse et installe à Vienne une fabrique de munitions. En 1870, pour la Défense nationale, il organise à Viviez, près de Rodez et à Saint-Denis (1875) une fabrique de cartouches destinées à des armes portatives.
Il dépose de nombreux brevets notamment sur le canon-révolver, fusils à répétition et le canon à tir rapide qui équipera des navires de guerre durant plus de 50 ans.
Il crée la manufacture d'armes Hotchkiss que son adjoint, Benet, développe après sa mort (1885). En 1903 naissent les automobiles Hotchkiss, proches des grosses Mercedes. Ses modèles à longs capots disparaissent en 1930. L'entreprise produit aussi des moteurs.  
Il fut marié à Maria Bissell qui fonda la bibliothèque Hotchkiss à Sharon (Connecticut) à la mémoire de son mari ainsi que l'École Hotchkiss à Lakeville (Connecticut)
Il est cité dans deux romans de Jules Verne, dans Mathias Sandorf (partie 3, chapitre IV) pour ses fabriques d'armes ; dans Maître du monde (chapitre IV), pour ses automobiles.

## Distinctions
- Chevalier de la Légion d'honneur[3]